# Жиряк гладенький
Жиряк гладенький (Liparus laevigatus) — вид комах з родини Curculionidae.

## Морфологічні ознаки
Досить великий (близько 20 мм, без довжини головотрубки), чорний довгоносик. Зверху поверхня тіла майже гола, лише по боках передньоспинки знаходиться по 1 маленькій малопомітній плямці з жовтуватих витягнутих лусок. Від решти видів цього роду відрізняється густим жовтувато-коричневим опушенням середини стернітів черевця самця і глибокою ямкою на п’ятому стерніті черевця самиці.

## Поширення
Південна Росія (Сарепта), Кавказ, західний Казахстан. 
Україна: Гірський Крим, околиці м. Одеси. 

## Особливості біології
Дорослі жуки живляться листям в сутінках, вдень перебувають у заглибинах ґрунту та у підстилці. Личинки розвиваються всередині коренів, живлячись їх серцевиною. Яйця відкладає самиця навесні біля коренів зонтичних рослин (Anthriscus nemorosa).

## Загрози та охорона
Загрози: вирубування лісу, випасання худоби тощо.
Охороняється як компонент ентомофауни в Кримському ПЗ. Для охорони потрібно детальне вивчення сучасного поширення та особливостей біології виду.